# Омбиська сільська рада
О́мбиська сільська́ ра́да — адміністративно-територіальна одиниця та орган місцевого самоврядування в Борзнянському районі Чернігівської області. Адміністративний центр — село Омбиш.

## Загальні відомості
- Територія ради: 49,94 км²
- Населення ради: 696 осіб (станом на 2001 рік)

Омбиська сільська рада зареєстрована 1918 року. Стала однією з 26-ти сільських рад Борзнянського району і одна з 10-ти, яка складається з одного населеного пункту.

## Населені пункти
Сільській раді підпорядковані населені пункти:
- с. Омбиш

## Освіта
На території сільради діє Омбиська ЗОШ І-ІІ ст.

## Склад ради
Рада складається з 12 депутатів та голови.
- Голова ради: Терещенко Ганна Михайлівна
- Секретар ради: Рубан Валентина Миколаївна

### Керівний склад попередніх скликань
| Прізвище, ім'я, по батькові | Основні відомості                                                                                                | Дата обрання | Дата звільнення |
| --------------------------- | --- | ------------ | --------------- |
| Зима Анатолій Олексійович   | Сільський голова, 1950 року народження, безпартійний                                                             | 26.03.2006   | 30.06.2008      |
| Терещенко Ганна Михайлівна  | Сільський голова, 1960 року народження, член Всеукраїнського об'єднання «Батьківщина»                            | 30.11.2008   | 31.10.2010      |
| Терещенко Ганна Михайлівна  | Сільський голова, 1969 року народження, освіта середня спеціальна, член Всеукраїнського об'єднання «Батьківщина» | 31.10.2010   |                 |

Примітка: таблиця складена за даними сайту Верховної Ради України

### Депутати
За результатами місцевих виборів 2010 року депутатами ради стали:

#### За суб'єктами висування
| Суб'єкт висування                                       | Кількість обраних депутатів | %    |
| ------------------------------------------------------- | --------------------------- | ---- |
| Партія регіонів                                         | 4                           | 33,3 |
| Політична партія Всеукраїнське об'єднання «Батьківщина» | 4                           | 33,3 |
| Самовисування                                           | 2                           | 16,7 |
| Народна партія                                          | 1                           | 8,3  |
| Політична партія «Сильна Україна»                       | 1                           | 8,3  |

#### За округами
| № округу                                                | Прізвище, ім'я, по батькові | Дата визнання обраним | Освіта             | Партійна приналежність                        | Відомості про обраного депутата                   |
| ------------------------------------------------------- | --------------------------- | --------------------- | ------------------ | --------------------------------------------- | ------------------------------------------------- |
| Народна Партія                                          |                             |                       |                    |                                               |                                                   |
| 12                                                      | Кавурка Микола Петрович     | 04.11.2010            | середня            | позапартійний                                 | пенсіонер                                         |
| Партія регіонів                                         |                             |                       |                    |                                               |                                                   |
| 4                                                       | Федько Сергій Володимирович | 04.11.2010            | середня            | позапартійний                                 | СТОВ"Дружба-Нова", тракто рист                    |
| 7                                                       | Ющенко Віра Іванівна        | 04.11.2010            | вища               | позапартійна                                  | Омбиш школа, директор                             |
| 8                                                       | Бойко Ніна Григорівна       | 04.11.2010            | середня            | позапартійна                                  | Омбиш БК, техпрацівник                            |
| 9                                                       | Бубнов Петро Олександрович  | 04.11.2010            | середня            | позапартійний                                 | Омбиш БК, директор                                |
| Політична партія Всеукраїнське об'єднання «Батьківщина» |                             |                       |                    |                                               |                                                   |
| 5                                                       | Рубан Валентина Миколаївна  | 04.11.2010            | вища               | член Всеукраїнського об'єднання «Батьківщина» | Омбиш сільська рада, секретар сільської ради      |
| 6                                                       | Бойко Ольга Григорівна      | 04.11.2010            | вища               | член Всеукраїнського об'єднання «Батьківщина» | Омбиш школа, вчитель                              |
| 10                                                      | Бородай Олена Миколаївна    | 04.11.2010            | середня            | член Всеукраїнського об'єднання «Батьківщина» | Омбиш магазин, завідувачка                        |
| 11                                                      | Баркан Надія Петрівна       | 04.11.2010            | середня            | член Всеукраїнського об'єднання «Батьківщина» | Омбиш сільська рада, техпрацівник                 |
| Політична партія «Сильна Україна»                       |                             |                       |                    |                                               |                                                   |
| 2                                                       | Якименко Петро Михайлович   | 04.11.2010            | середня            | член Політичної партії «Сильна Україна»       | СТОВ"Дружба-Нова", водій                          |
| Самовисування                                           |                             |                       |                    |                                               |                                                   |
| 1                                                       | Кирій Володимир Миколайович | 04.11.2010            | середня спеціальна | позапартійний                                 | тимчасово не працює                               |
| 3                                                       | Бойко Антоніна Михайлівна   | 04.11.2010            | середня спеціальна | позапартійна                                  | Омбиш фельдшерсько-акушерський пункт, завідувачка |